# Prekpoadižje-Spodnja Južna Tirolska
Prekpoadižje-Spodnja Južna Tirolska (italijansko Oltradige-Bassa Atesina, nemško Überetsch-Südtiroler Unterland) je upravna skupnost v južni Južni Tirolski. Glavno mesto je Neumarkt (Novi trg) (it. Egna) s 4.561 prebivalci. Največje mesto je Leifers (it. Laives) s 15.664 prebivalci. Prekpoadižje-Spodnja Južna Tirolska je upravno razdeljena na 18 občin.  Prebivalci večinoma govorijo nemško (68 %), italijansko (31,5 %), in ladinščino (0,5 %). Leta 2004 je bilo 66.764 prebivalcev, od tega je 4,5 % tujcev. Površina upravne skupnosti je 424 km².

## Mestne in tržne občine upravne skupnosti
- Leifers (Laives), 15.664 prebivalcev (2004) -mestna občina-
- Neumarkt (Novi trg, Egna), 4.561 prebivalcev (2004) -tržna občina-
- Kaltern (Caldaro), 7.215 prebivalcev (2004) -tržna občina-
- Auer (Ora), 3.334 prebivalcev (2004) -tržna občina-
- Eppan an der Weinstraße (Epan na vinski cesti, Appiano sulla strada del vino), 13.157 prebivalcev (2004) -občina-